# أوستر للطائرات
شركة أوستر المحدود للطائرات (بالإنجليزية: Auster Aircraft Limited) هي شركة صناعة طائرات بريطانية تأسست عام 1938، تنتج الشركة طائرات خاصة وطائرات تدريب وطائرات نقل صغيرة، ظلت الشركة تعمل حتى نهاية عقد الستينيات.